# Иодид калия
Иоди́д ка́лия (иодистый калий) — неорганическое соединение, калиевая соль иодоводородной кислоты с химической формулой KI. Бесцветная кристаллическая соль, желтеющая на свету. Широко используется в качестве источника иодид-ионов. Менее гигроскопична, чем иодид натрия. Применяется в медицине как лекарственное средство, в сельском хозяйстве как удобрение, а также в фотографии и аналитической химии.

## Физические свойства
Бесцветные кристаллы, имеющие кубическую сингонию (a = 0,7066 нм, z = 4, пространственная группа {\displaystyle Fm{\bar {3}}m}). Плотность 3,115 г/см3. Соединение имеет температуру плавления 681 °C, кипения 1324 °C. Растворимость в 100 г воды: 127,8 г (0 °C), 144,5 г (20 °C), 209 г (100 °C). Также растворим в ацетоне, метаноле, этаноле, жидком аммиаке и глицерине.

## Химические свойства
На свету окисляется кислородом воздуха, желтея из-за выделяющегося свободного иода:
{\displaystyle {\ce {4KI + 2H_2O + O_2 -> 2I_2 + 4KOH}}}

Иодид калия является мягким восстановителем и легко может быть окислен в растворе таким окислителем как бром:
{\displaystyle {\mathsf {2KI+Br_{2}\longrightarrow 2KBr+I_{2}}}}
Окисляется пероксидом водорода:
{\displaystyle {\ce {KI + H_2O_2 -> I_2 + H_2O + KOH}}}
Иодид калия реагирует с иодом, образуя раствор Люголя, содержащий трииодид-анион, который обладает лучшей растворимостью в воде, чем элементарный иод:
{\displaystyle {\mathsf {KI+I_{2}\longrightarrow KI_{3}}}}
Разлагается в водных растворах с выделением иода при действии ультразвука.

## Получение
Получают взаимодействием иода с гидроксидом калия в присутствии муравьиной кислоты, пероксида водорода или других восстановителей:
{\displaystyle {\mathsf {4KOH+2I_{2}\xrightarrow {HCOOH/H_{2}O_{2}} 4KI+2H_{2}O+O_{2}}}}
Растворением иода в растворе гидроксида калия и аммиака:
{\displaystyle {\ce {3I_2 + 6KOH + 2NH_3 -> 6KI + 6H_2O + N_2 ^}}}
Добавлением карбоната калия к иодиду железа:
{\displaystyle {\ce {Fe_I_2 + K_2CO_3 -> 2KI + CO_2 + Fe_O}}}
восстановлением иодата калия углём:
{\displaystyle {\mathsf {2KIO_{3}+3C\longrightarrow 2KI+3CO_{2}}}}
Термическим разложением иодата калия:        
{\displaystyle {\ce {2KIO_3 -> 2KI + 3O_2 ^}}}
Взаимодействием иодоводорода с карбонатом, оксидом, гидроксидом или металлическим калием:    
{\displaystyle {\ce {2HI + 2K -> 2KI + H_2 ^}}}
{\displaystyle {\ce {2HI + K_2O -> 2KI + H_2O}}}
{\displaystyle {\ce {HI + KOH -> KI + H_2O}}}
{\displaystyle {\ce {2HI + K_2CO3 -> 2KI + H_2O + CO_2 ^}}}

## Применение
Используется для окислительно-восстановительного титрования в аналитической химии (иодометрия).
В малых количествах наряду с иодатом калия добавляется в поваренную соль (иодированная соль).
Широко применяется в органической химии.
Применяют в медицине и ветеринарии, как лекарственное средство. Применяется для защиты от выбросов радиоактивных веществ.
Применяется как индикатор для обнаружения некоторых окислителей, например, хлора и озона. Для этого используют бумагу, смоченную раствором иодида калия и крахмала.
{\displaystyle {\mathsf {Cl_{2}+2KI\rightarrow 2KCl+I_{2}}}}
При этом крахмал образует окрашенный в синий цвет аддукт с иодом.
В фотографии используют для приготовления светочувствительных материалов. Также применяется при обработке фотоматериалов в составе проявителя, как сильное антивуалирующее средство и в составе усиливающих и ослабляющих растворов.